# SOKO Hamburg
SOKO Hamburg è una serie televisiva tedesca di genere poliziesco prodotta dal 2018 da Network Movie e nata come spin-off di Soko 5113. Protagonisti della serie sono Anna von Haebler, Marek Erhardt, Mirko Lang, Arnel Tači, Kathrin Angerer, Garry Fischmann, Pegah Ferydoni e Paula Schramm.
La serie, trasmessa dall'emittente televisiva ZDF, si compone di 6 stagioni, per un totale di 67 episodi: il primo episodio, intitolato Gefallener Engel, è stato trasmesso in prima visione il 27 marzo 2018 e si è concluso il 1 aprile 2024.

## Trama
Protagonista delle vicende è una squadra di poliziotti di Amburgo, guidata dal Commissario Capo Jan Köhler, affiancato da Lena Testorp. Completano la squadra il commissario Cem Aladağ e il Commissario Maria Gundlach.
Il lavoro di indagine della squadra non riguarda solo i crimini commessi nelle principali zone della metropoli anseatica, ma si estende anche fino ai vicini Länder dello Schleswig-Holstein e della Bassa Sassonia.
In seguito Jan Köhler, Cem Aladağ e Maria Gundlach abbandoneranno la squadra e saranno sostituiti da Max Normann, Sarah Kahn e Franziska Beger.

## Episodi
| Stagione         | Puntate | Prima TV Germania | Prima TV Italia |
| ---------------- | ------- | ----------------- | --------------- |
| Prima stagione   | 6       | 2018              | inedite         |
| Seconda stagione | 10      | 2019              | inedite         |
| Terza stagione   | 13      | 2021              | inedite         |
| Quarta stagione  | 13      | 2021              |                 |
| Quinta stagione  | 12      | 2022              |                 |
| Sesta stagione   | 9       | 2024              |                 |